# Pentago
Pentago è un gioco di strategia per 2 giocatori inventato dalla compagnia svedese Mindtwister.
Si gioca su una tavola di legno con 6×6 incavi suddivisa in quattro quadranti 3×3. A turno i due giocatori pongono una biglia del loro colore (nera o bianca) su uno spazio libero della tavola e poi ruotano uno dei quadranti di 90 gradi in senso orario od antiorario. Vince il giocatore che riesce a comporre una fila di 5 biglie del suo colore in orizzontale, verticale o diagonale (sia prima che dopo aver effettuato la rotazione). Se tutti i 36 spazi vengono occupati senza che venga composta una fila da 5 biglie, la partita è patta.

## Riconoscimenti
- Gioco dell'anno 2005 in Svezia[senza fonte]
- Premio Mensa Mind Games 2006[1]